# Eunyctibora omissa
Eunyctibora omissa är en kackerlacksart som beskrevs av Brancsik 1901. Eunyctibora omissa ingår i släktet Eunyctibora och familjen småkackerlackor. Inga underarter finns listade i Catalogue of Life.